# Chuck Prophet
Chuck Prophet (Whittier, Californië, 28 juni 1963) is een Amerikaanse singer-songwriter en gitarist. Hij werd als artiest voor het eerst bekend met de rock group Green on Red, waarmee hij in de jaren 1980 platen opnam en optrad. Daarnaast startte hij een solocarrière en schreef hij liedjes. Solomon Burke, Heart, Kim Carnes, Peter Wolf, Kim Richey en Kelly Willis namen covers van zijn liedjes op. Hij toerde met producer en pianist Jim Dickinson, die Prophets Hungry Town opnam. In Nashville schreven Prophet en Kim Richey I'm Gone, een top-40 country hit in 2002 voor zangeres Cyndi Thomson.
Met No Other Love dat in 2002 bij New West uitkwam, werd Prophet een succesvol artiest. Hij stond in het voorprogramma van Lucinda Williams, en het nummer Summertime Thing werd een hitje.
Prophet toert en neemt albums op met zijn echtgenote, de zangeres, toetsenist en gitarist Stephanie Finch. Zijn begeleidingsband heet Mission Express.
In 2020 werd bij Prophet lymfeklierkanker geconstateerd. Na een chemokuur en een gedwongen rustperiode nam Prophet met de cumbiaband ¿Qiensave? (spreek uit kiensavé) het album Wake the Dead op. Gastmusicus was Cesar A Herrera jr. op accordeon.

## Discografie

### Solo
- Brother Aldo (1990)
- Balinese Dancer (1992)
- Feast of Hearts (1995)
- Homemade Blood (1997)
- The Hurting Business (1999)
- Turn the pigeons loose (2002)
- No Other love (2002)
- Age of Miracles (2004)
- Soap and Water (2007)
- Dreaming Waylon's Dreams (2007)
- Let Freedom Ring (2009)
- Dreaming Waylon's Dreams (2010)
- Temple Beautiful (2012)
- Night Surfer (2014)
- Bobby Fuller Died For Your Sins (2017)

## met ¿Qiensave?
- Wake the Dead (2024)

### met Green on Red
- Gas Food Lodging (1985)
- No Free Lunch (1985)
- The Killer Inside Me (1987)
- Here Come the Snakes (1988)
- Live at the Town & County (1988)
- This Time Around (1989)
- Scapegoats (1991)
- Too Much Fun (1992)
- Live at the Rialto (2005)
- BBC Sessions (2006)

- Bibsys: 6050923
- Bibliothèque nationale de France: cb13981837k (data)
- Gemeinsame Normdatei: 134790960
- International Standard Name Identifier: 0000 0000 5517 6274
- Library of Congress Control Number: no2002088725
- MusicBrainz: 61568439-b790-4e96-9b4f-64503ce0ab12
- Nederlandse Thesaurus van Auteursnamen: 104168641
- SNAC: w6v15v1m
- Virtual International Authority File: 42034294
- WorldCat: E39PBJgX874V8MBF66HpbRPmh3